# ستيفن ميلفيل
ستيفن ميلفيل (بالإنجليزية: Stephen Melville)‏ هو عسكري جنوب أفريقي، ولد في 31 ديسمبر 1904، وتوفي في 17 يونيو 1977 في بريتوريا في جنوب أفريقيا.